# Richard Oswald
Richard Oswald (5 de noviembre de 1880 – 11 de septiembre de 1963), registrado al nacer como Richard W. Ornstein, fue un director y guionista cinematográfico austriaco de origen judío.

## Biografía
Nacido en Viena, Austria, su verdadero nombre era Richard W. Ornstein. Oswald inició su carrera artística como actor en el circuito teatral vienés, y debutó como director cinematográfico a los 34 años de edad con el filme Das Eiserne Kreuz (1914). En 1916 Oswald puso en marcha su propia productora en Alemania, escribiendo y dirigiendo la mayor parte de sus películas. Antes de 1920 hizo adaptaciones de obras literarias como El retrato de Dorian Gray (1917), Peer Gynt (1918), y La vuelta al mundo en ochenta días (1919). 
Oswald dirigió cerca de 100 películas. Algunos críticos sugieren que Oswald era prolífico, aunque no tenía una gran calidad como director. Sin embargo, filmes como su cinta de terror de 1932 Unheimliche Geschichten, producida nada menos que por Gabriel Pascal, parecen refutar esa afirmación, y es actualmente considerada como un clásico olvidado. 
Oswald era judío, por lo que se vio forzado a huir de la Alemania nazi, yendo primero a la ocupada Francia y después a los Estados Unidos. Su última producción fue The Lovable Cheat (1949), una adaptación económica pero de calidad de una historia de Honorato de Balzac, con un gran reparto que incluía a Charles Ruggles, Alan Mowbray y Buster Keaton. 
Oswald falleció en Düsseldorf, Alemania, en 1963.

## Selección de su filmografía
- Anders als die Andern (1919)
- Carlos and Elisabeth (1924)
- Der Hund von Baskerville (1929)
- Dreyfus (1930)
- Viktoria und ihr Husar (1932)
- Die Blume von Hawaii (1933)
- Isle of Missing Men (1942)
- I Was a Criminal (1945)
- The Lovable Cheat (1949)